# Orthopneu
Orthopneu of orthopnoe is een vorm van benauwdheid.
In de geneeskunde wordt met orthopneu verwezen naar een situatie waarin iemand ademhalingsproblemen heeft wanneer hij plat ligt. Het is het tegenovergestelde van het veel zeldzamer voorkomende platypneu.
De persoon in kwestie zal ter compensatie naast de ademhalingsspieren ook de hulpademhalingsspieren gebruiken, zijnde de spieren in de hals en de schoudergordel. De hulpademhalingsspieren zorgen ervoor dat de ribbenkast nog verder omhoogkomt, zodat de longen nog verder uitgerekt worden.

## Etymologie
Het woord orthopneu is afkomstig uit het Grieks: ὀρθόπνοια orthópnoia, van ὀρθός orthós = recht; πνοιή pnoié = ademhaling.